# Peltonen (entreprise)
Peltonen est une entreprise finlandaise de fabrication de matériel de sports d'hiver. Elle est spécialisée dans la production de ski nordique. Ville Nousiainen, Mona-Liisa Malvalehto, Liisa Anttila (en), Kari Varis (fi), Anders Rennemo (no), Claudio Muller (de) et Nadine Fähndrich utilisent des skis Peltonen. L'entreprise a été fondée en 1945 par le Finlandais Toivo Peltonen.